# Serrouville
Serrouville (Luxemburgisch: Sorsweller) ist eine französische Gemeinde mit 674 Einwohnern (Stand: 1. Januar 2022) im Département Meurthe-et-Moselle in der Region Grand Est (bis 2015 Lothringen). Die Gemeinde gehört zum Arrondissement Val-de-Briey und ist Mitglied im Gemeindeverband Communauté de communes Cœur du Pays-Haut. Die Bewohner werden Serrouvillois und Serrouvilloises genannt.

## Geographie
Serrouville liegt im nördlichen Teil des Départements an der Grenze zum benachbarten Département Moselle, etwa 17 Kilometer nordnordwestlich von Val de Briey. Der Fluss Crusnes durchquert das Gemeindegebiet und bildet abschnittsweise die natürliche Grenze zur benachbarten Gemeinde Fillières. Umgeben wird Serrouville von den Nachbargemeinden Errouville im Norden, Aumetz (Département Moselle) im Nordosten, Beuvillers im Osten, Audun-le-Roman im Südosten und Süden, Malavillers im Süden, Mercy-le-Haut im Südwesten, Joppécourt im Westen sowie Fillières im Westen und Nordwesten.

## Bevölkerungsentwicklung

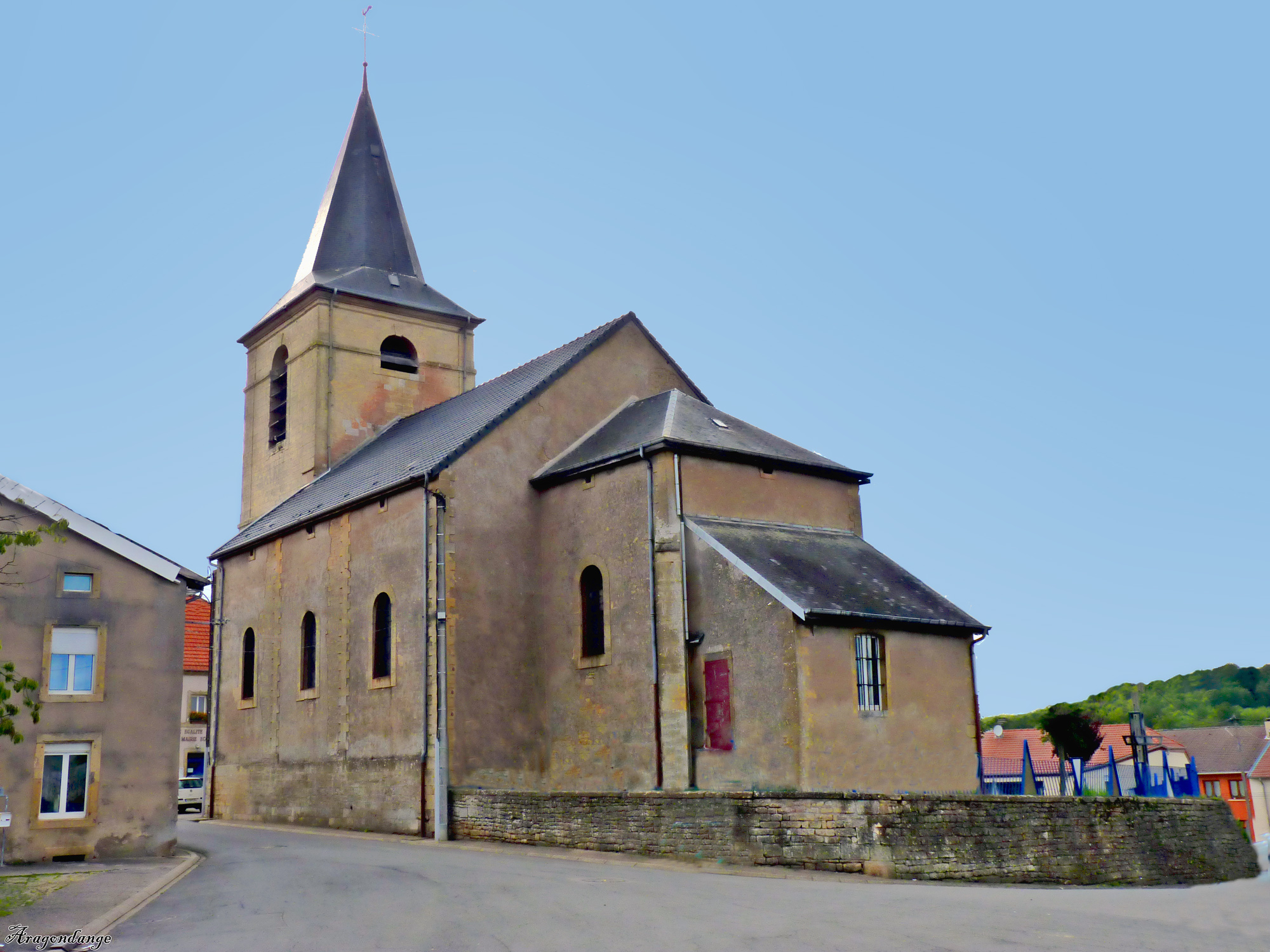
Pfarrkirche Saint-Martin

| Jahr                       | 1962 | 1968 | 1975 | 1982 | 1990 | 1999 | 2006 | 2019 |
| -------------------------- | ---- | ---- | ---- | ---- | ---- | ---- | ---- | ---- |
| Einwohner                  | 606  | 479  | 449  | 408  | 472  | 525  | 591  | 668  |
| Quellen: Cassini und INSEE |      |      |      |      |      |      |      |      |

## Sehenswürdigkeiten
- Pfarrkirche Saint-Martin von 1733, Wiederherstellung des Glockenturms im Jahre 1846 nach einem Blitzeinschlag